# شهرداری شیراز
شهرداری شیراز سازمان عمومی غیردولتی است که مسئولیت اداره امور غیر از حکمرانی شهر شیراز را برعهده دارد. بالاترین مقام اجرایی این سازمان شهردار است که توسط شورای شهر شیراز انتخاب و با حکم وزیر کشور منصوب می‌گردد. شهر شیراز به ۱۱ منطقه تقسیم و برای هر منطقه یک شهردار منطقه، منتصب شده است.

## سازمان‌های وابسته[۲]
- سازمان مدیریت حمل و نقل مسافر شهرداری شیراز
- سازمان مدیریت حمل و نقل بار شهرداری شیراز
- سازمان حمل و نقل ریلی شهرداری شیراز
- سازمان آتش‌نشانی و خدمات ایمنی
- سازمان آرامستان‌ها
- سازمان ساماندهی مشاغل شهری و فراورده‌های کشاورزی
- سازمان مدیریت پسماند شهرداری شیراز
- سازمان عمران و بازآفرینی فضای‌های شهری
- سازمان سیما، منظر و فضای سبز شهری
- سازمان فرهنگی، اجتماعی و ورزشی شهرداری شیراز
- سازمان فناوری اطلاعات و ارتباطات شهرداری شیراز
- سازمان سرمایه‌گذاری و مشارکت‌های مردمی شهرداری شیراز

شهرداری شیراز: در سال ۱۲۹۰ در زمان استانداری مهدی‌قلی هدایت (ملقب به فخر‌السلطنه) و به حکم وی اولین شهردار شیراز انتخاب و حبیب‌الله خان حاج قوام دیوان به سمت رئیس بلدیه که در آن زمان شهرداری بلدیه نامیده می‌شد، منصوب گردید و در همین زمان بلدیه شیراز توسط حاج قوام تأسیس گردید.
شهرداری شیراز به ۱۱ منطقه شهرداری تقسیم شده است:
| منطقه                  | بنیان‌گذاری | جمعیت (۱۳۹۵) | مساحت هکتار |
| ---------------------- | ---------- | ------------ | ----------- |
| منطقه ۱ شهرداری شیراز  | ۱۳۵۹       | ۱۵۹٬۵۱۳      | ۴۲۳۵        |
| منطقه ۲ شهرداری شیراز  |            | ۱۸۸۹۰۶       | ۱۶۸۹        |
| منطقه ۳ شهرداری شیراز  |            |              | ۱۷۴۴        |
| منطقه ۴ شهرداری شیراز  | ۱۳۶۹       | ۲۶۸٬۸۶۰      | ۲۳۱۸        |
| منطقه ۵ شهرداری شیراز  |            | ۱۰۵۱۵۶       | ۱۶۷۳        |
| منطقه ۶ شهرداری شیراز  | ۱۳۷۲       |              | ۱۱۴۸        |
| منطقه ۷ شهرداری شیراز  | ۱۳۷۹       |              | ۱۹۰۰        |
| منطقه ۸ شهرداری شیراز  |            |              | ۳۵۰         |
| منطقه ۹ شهرداری شیراز  |            | ۱۸۹۴۸۵       | ۲۵۴۳        |
| منطقه ۱۰ شهرداری شیراز | ۱۳۹۳       | ۲۰۱۳۶۸       | ۳۱۸۷        |
| منطقه ۱۱ شهرداری شیراز | ۱۳۹۵       |              | ۱۱۶۰        |

شهر شیراز تا اکنون دارای ۳ طرح جامع و ۳ طرح تفصیلی می‌باشد. درواقع پس از تصویب و ابلاغ هر طرح جامع، طرح تفصیلی متناسب با آن تهیه و ابلاغ گردیده است.
- طرح جامع سال ۵۱ طرح تفصیلی ۵۳
- طرح جامع سال ۶۸ طرح تفصیلی ۷۳
- طرح جامع سال ۸۸ طرح تفصیلی ۹۳

### طرح جامع و تفصیلی اول شیراز
تهیه طرح جامع شیراز پس از تصویب اولین طرح جامع در بندرلنگه (۱۳۴۴) و تصویب طرح ۲۷ شهر دیگر در سال ۱۳۴۵، در سال ۱۳۴۸ مطالعات و در سال ۱۳۵۱ ضوابط و نقشه های آن مورد تصویب قرار گرفت؛ بنابراین فرصت کافی برای ارزیابی طرحهای جامع این شهرها و اتخاذ تصمیمات منطقی تر و آگاهانه تر فراهم بوده است. ارجاع تهیه طرح جامع شیراز به دانشکده هنرهای زیبا و مؤسسه مطالعات و تحقیقات اجتماعی دانشگاه تهران، چند ماه زودتر از طرح جامع شهر مشهد، یعنی در ۱۳۴۵/۱۱/۲۳ انجام گرفت. مرحله اول این طرح با عنوان «شناسایی، تجزیه، تحلیل و بررسی وضع موجود» در تاریخ ۱۳۴۸/۶/۲۳و مرحله دوم آن تحت عنوان «پیش‌بینی‌های آینده، نحوه مصرف زمین و چگونگی گسترش شهر در ۲۵ سال آینده و تعیین ضوابط مناسب و علمی» در ۱۳۵۱/۴/۲۵ به تصویب شورایعالی شهرسازی و معماری ایران رسید. و مرحله سوم آن نیز با ابلاغ به شهرداری شیراز و «اجرای» آن محقق گردید.
با توجه به جمعیت ۲۶۹۸۶۵ نفری شیراز در سال ۴۵، جمعیت افق طرح در سال ۱۳۷۰، ۲/۷ جمعیت سال ۱۳۴۵، یعنی ۷۲۸۶۳۶ نفر پیش‌بینی شد. در راستای پاسخگویی به نیازهای آتی این جمعیت سرانه کاربریهای خدماتی شهر شیراز به ۳/۷ برابر آن در وضع موجود یعنی از ۲۲۰۰ هکتار به ۸۲۰۰ هکتار نیز افزایش خواهد یافت.
| مرجع تهیه‌کننده طرح                 | تاریخ تصویب | موارد موردنظر        |
| دانشکده هنرهای زیبای دانشگاه تهران | ۱۳۵۱/۴/۲۵   | طرح جامع اول شیراز   |
| مهندسین مشاور امکو                 | ۱۳۵۳        | طرح تفصیلی اول شیراز |

### طرح جامع و تفصیلی دوم شیراز
گسترش کالبدی شدید شهر شیراز در شرایط تضعیف کنترل ناشی از اعمال ضوابط و مقررات در سال‌های اولیه انقلاب، تغییر برداشت‌ها و بی‌تجربگی مسئولان شهری و فعال شدن عوامل و نیروهای نوظهور در تأثیرگذاری بر روندهای اقتصادی، اجتماعی، فرهنگی سیاسی و کالبدی شهر، ازجمله عوامل مهمی بودند، که رشد بی‌رویه و عمدتاً پراکنده شهر را در این دهه دامن زدند. تقریباً از دهه دوم انقلاب به بعد، شرایط تثبیت‌شده برای توسعه شهر در عرصه‌های مدیریتی، برنامه‌ریزیی، سیاست‌گذاری و کالبدی حاکم شد و تهیه «طرح توسعه و عمران شهر شیراز» در دستور کار قرار گرفت.
همراه با افزایش حدود دو برابری جمعیت شیراز در سال ۱۳۶۵ نسبت به سال ۱۳۵۵، محدوده این شهر نیز از ۸۴۰۰ هکتار در طرح جامع مصوب ۱۳۵۱، به ۱۴۶۱۹ هکتار در طرح جامع مصوب ۱۳۶۸ افزایش یافت
| مرجع تهیه‌کننده طرح                                  | تاریخ تصویب | طرح‌ها                                                   | طرح‌ها                                                   |
| مهندسین مشاور پیگیران و مهندسین مشاور نقش جهان پارس | ۱۳۶۸        | طرح توسعه، عمران و حوزه نفوذ شیراز (طرح جامع دوم شیراز) | طرح توسعه، عمران و حوزه نفوذ شیراز (طرح جامع دوم شیراز) |
| مهندسین مشاور نقش جهان پارس                         | ۱۳۷۱        | منطقه ۱                                                 | طرح تفصیلیدوم شیراز                                     |
| مهندسین مشاور نقش جهان پارس                         | ۱۳۷۱        | منطقه ۲                                                 | طرح تفصیلیدوم شیراز                                     |
| مهندسین مشاور نقش جهان پارس                         | ۱۳۷۲        | منطقه ۳                                                 | طرح تفصیلیدوم شیراز                                     |
| مهندسین مشاور نقش جهان پارس                         | ۱۳۷۲        | منطقه ۴                                                 | طرح تفصیلیدوم شیراز                                     |
| مهندسین مشاور نقش جهان پارس                         | ۱۳۷۲        | منطقه ۵                                                 | طرح تفصیلیدوم شیراز                                     |
| مهندسین مشاور نقش جهان پارس                         | ۱۳۷۲        | منطقه ۶                                                 | طرح تفصیلیدوم شیراز                                     |
| مهندسین مشاور نقش جهان پارس                         | ۱۳۷۳        | منطقه ۷                                                 | طرح تفصیلیدوم شیراز                                     |
| مهندسین مشاور نقش جهان پارس                         | ۱۳۷۳        | منطقه ۸                                                 | طرح تفصیلیدوم شیراز                                     |
| مهندسین مشاور نقش جهان پارس                         | ۱۳۷۳        | منطقه ۹                                                 | طرح تفصیلیدوم شیراز                                     |

### طرح جامع و تفصیلی سوم شیراز
مطالعات طرح ساختاری راهبردی شیراز در سال ۱۳۸۴ آغاز و در سال ۱۳۸۸ همزمان با طرح مجموعه شهری شیراز به تصویب شورایعالی شهرسازی رسید. همچنین تهیه طرح تفصیلی مناطق شیراز، متعاقب طرح ساختاری راهبردی در سال ۱۳۸۶ آغاز و طرح تفصیلی مناطق ۱، ۲، ۳، ۴، ۵، ۶ و ۷ در تاریخ ۲۸/۱۰/۹۳ تصویب شد. طرح تفصیلی منطقه ۱۰ (محدوده طرح ساماندهی شمال غرب) نیز در تاریخ ۱۳/۲/۹۶ به تصویب کمیسیون ماده ۵ رسید. طرح منطقه هشت و منطقه ۹ نیز در مورخ ۱۲/۱۲/۹۶ به تصویب کمیسیون ماده ۵ رسید.
| تاریخ ابلاغ                                          | تاریخ تصویب                                               | تاریخ تصویب                                               | موارد موردنظر                                    | موارد موردنظر                                    |
| ابلاغ در مورخ ۲۵/۰۳/۸۸ از شورایعالی شهرسازی و معماری | تصویب در مورخ ۱/۱۰/۸۶ شورای برنامه‌ریزی و توسعه استان فارس | تصویب در مورخ ۱/۱۰/۸۶ شورای برنامه‌ریزی و توسعه استان فارس | طرح ساختاری – راهبردی شیراز (طرح جامع سوم شیراز) | طرح ساختاری – راهبردی شیراز (طرح جامع سوم شیراز) |
| مورخ ۳۱/۰۱/۹۵ استانداری فارس                         | بند ۱ صورتجلسه مورخ ۲۸/۱۰/۹۳ کمیسیون ماده پنج             | بند ۱ صورتجلسه مورخ ۲۸/۱۰/۹۳ کمیسیون ماده پنج             | مناطق ۱ تا ۷                                     | طرح تفصیلی سوم شیراز                             |
| مورخ ۲۹/۰۶/۹۵ استانداری فارس                         | بند ۲ صورتجلسه مورخ ۲۸/۱۰/۹۳ کمیسیون ماده پنج             | بند ۲ صورتجلسه مورخ ۲۸/۱۰/۹۳ کمیسیون ماده پنج             | محدوده منفصل دوکوهک                              | طرح تفصیلی سوم شیراز                             |
| مورخ ۰۲/۰۹/۹۵ استانداری فارس                         | بند ۳ صورتجلسه مورخ ۲۸/۱۰/۹۳ کمیسیون ماده پنج             | بند ۳ صورتجلسه مورخ ۲۸/۱۰/۹۳ کمیسیون ماده پنج             | محدوده منفصل اکبرآباد                            | طرح تفصیلی سوم شیراز                             |
| مورخ ۱۲/۰۴/۹۵ استانداری فارس                         | بند ۴ صورتجلسه مورخ ۲۸/۱۰/۹۳ کمیسیون ماده پنج             | بند ۴ صورتجلسه مورخ ۲۸/۱۰/۹۳ کمیسیون ماده پنج             | محدوده منفصل جوادیه                              | طرح تفصیلی سوم شیراز                             |
| مورخ ۰۸/۰۱/۹۶ استانداری فارس                         | بند ۲ صورتجلسه مورخ ۱۵/۰۲/۹۵ کمیسیون ماده پنج             | بند ۲ صورتجلسه مورخ ۱۵/۰۲/۹۵ کمیسیون ماده پنج             | منطقه ۹                                          | طرح تفصیلی سوم شیراز                             |
| مورخ ۰۲/۰۹/۹۶ استانداری فارس                         | ۱۲/۱۰/۹۵ کمیسیون ماده پنج                                 | ۱۲/۱۰/۹۵ کمیسیون ماده پنج                                 | محدوده منفصل قصر قمشه                            | طرح تفصیلی سوم شیراز                             |
| مورخ ۸/۳/۹۷ استانداری                                | ۱۲/۱۲/۹۶ کمیسیون ماده پنج                                 | ۱۲/۱۲/۹۶ کمیسیون ماده پنج                                 | بافت تاریخی منطقه ۸                              | طرح تفصیلی سوم شیراز                             |
| مورخ ۵/۱۲/۹۷ استانداری فارس                          | مورخ ۵/۱۲/۹۷ استانداری فارس                               | ۱۳/۲/۹۶ کمیسیون ماده ۵                                    | منطقه ۱۰                                         | طرح تفصیلی سوم شیراز                             |